# Lydekinus
Lydekinus är den latinska formen av en lågtyskt mansnamn Lydeke.
Vid 1300-talets början förekommer några personer med detta namn i Sverige:
- Lydekinus – skrivare till en av bilagorna till Äldre Västgötalagen i handskrift KB B 59, som kallas ”Lydekini excerpter”. Aktstycket kan ha skrivits cirka 1310
- Lydekinus – nämnd som borgare i Skara 1315
- Lydikinus – kyrkoherde i S:t Olofskyrkan i Lödöse, bevittnade den 23 oktober 1330 ett avgörande av en kyrklig ekonomisk tvist (DS 2809, SDHK 3751). Detta kan vara samma person som skrev ”Lydekini excerpter”
- Lydeke van Bergen, herre till Wenngarn